# Giuseppe Moioli
Giuseppe Moioli (født 8. august 1927 i Mandello del Lario (en), død 5. maj 2025) var en italiensk roer og olympisk guldvinder.
Moiolio deltog i OL 1948 i London i firer uden styrmand sammen med Elio Morille, Giovanni Invernizzi og Franco Faggi. De vandt deres indledende heat og semifinale, før de i finalen henviste Danmark og USA til henholdsvis sølv- og bronzemedaljerne.
Han deltog i samme disciplin ved OL 1952 i Helsinki, hvor hans båd ikke gik videre fra semifinaleopsamlingsheatet, samt ved OL 1956 i Melbourne, hvor hans båd blev nummer fire i finalen. Han var desuden reserve for både fireren uden styrmand og otteren ved OL 1960 i Rom.

Moioli vandt desuden fem EM-guldmedaljer, fem i firer uden styrmand (1949, 1950, 1954 og 1956) og én i otter (1958), VM-guld i 1947 samt guld ved Middelhavslegene 1955, begge i firer uden styrmand.
I sit civile liv arbejdede han på motorcykelfabrikken Moto Guzzi, og denne havde en roklub tilknyttet. Det var for denne klub, Moioti stillede op, og efter afslutningen af den aktive karriere blev han træner i klubben.

## OL-medaljer
- 1948:  Guld i firer uden styrmand